# Pierre Girard (voile)
Pour les articles homonymes, voir Pierre Girard (homonymie) et Girard.
Pierre Girard,  né le 2 août 1926 à Genève et mort le 12 février 2022, est un skipper suisse.

## Biographie
Pierre Girard participe aux Jeux olympiques d'été de 1960 en Italie en classe 5,5 mètres JI sur le bateau Ballerina IV. Avec Henri Copponex et Manfred Metzger, il remporte la médaille de bronze.